# Allenstown
Allenstown är en kommun (town) i Merrimack County i delstaten New Hampshire, USA med cirka 10 769 invånare (2000). 